# Изумрудный Будда
Изумрудный Будда — выполненная из жадеита и украшенная золотом статуя Будды Шакьямуни, которая считается талисманом Таиланда. Монахи рассказывают, что эта статуя высотой в 66 см была обнаружена в Чианграе в 1436 году, среди обломков пагоды, разрушенной молнией. Она была перенесена в Накхон Лампанг, а 32 года спустя, в 1468 году, переместилась в Чиангмай. В 1470 году «Изумрудный Будда» был установлен королём Ланна (Ланнатхай) Махараджей Тилок в ступе храма Чеди Луанг. Король Ланна Джай Джеттха (Jai Jett’a) в 1547 году перенёс эту статую из Чиангмая в Луанг Прабанг. Затем она была перенесена во Вьентьян, где оставалась до 1779 года, когда Рама I перевёз её в Бангкок. Сейчас «Изумрудный Будда» стоит в Бангкоке в храме (вихране) Ват Пхра Кео, построенном специально для её размещения.